# 폴 램버트
폴 램버트(영어: Paul Lambert, 1969년 8월 7일 ~ )는 스코틀랜드의 전 축구 선수이자 현 감독이다. 램버트는 17살 때 세인트 미렌에서 스코틀랜드 컵을 우승함에 따라 첫 트로피를 들어올렸고, 보루시아 도르트문트에서는 UEFA 챔피언스리그에서도 우승을 차지하였다. 스코틀랜드 국가대표로는 40경기에 출전하여 1골을 넣었다.
그는 2009년 브라이언 건을 대신하여 노리치 시티의 새로운 감독으로 부임하였다. 부임 첫 해에 그는 노리치 시티를 리그 1에서 챔피언십으로 승격시켰으며, 바로 다음 시즌에는 챔피언십에서 준우승을 차지하며 프리미어리그로 승격시키는 놀라운 모습을 보여주었다. 그는 노리치 시티를 떠나 애스턴 빌라의 새로운 감독으로 부임하였다.

## 선수 수상 경력

### 클럽

#### 세인트 미렌
- 스코틀랜드 컵: 1986-87

#### 보루시아 도르트문트
- UEFA 챔피언스리그: 1996-97

#### 셀틱
- 스코틀랜드 프리미어리그: 1997-98, 2000-01, 2001-02, 2003-04
- 스코틀랜드 컵: 2000-01
- 스코틀랜드 리그 컵: 1997-98, 2000-01

## 감독 수상 경력

### 클럽

#### 노리치 시티
- 풋볼 리그 1: 2009-10

### 개인
- 스코틀랜드 명예의 전당: 2009
- 풋볼 리그 1 올해의 감독: 2009-10
- 풋볼 리그 챔피언십 올해의 감독: 2010-11